# Episodi di This Is Us (prima stagione)
La prima stagione della serie televisiva This Is Us, composta da 18 episodi, è stata trasmessa negli Stati Uniti in prima visione assoluta dal canale NBC dal 20 settembre 2016 al 14 marzo 2017.
In Italia, la stagione è andata in onda in prima visione assoluta sul canale a pagamento Fox Life della piattaforma satellitare Sky dal 21 novembre 2016 al 17 aprile 2017. In chiaro, è stata trasmessa su TV2000 dal 24 settembre al 19 novembre 2019.
| nº | Titolo originale                      | Titolo italiano                  | Prima TV USA      | Prima TV Italia  |
| -- | ------------------------------------- | -------------------------------- | ----------------- | ---------------- |
| 1  | Pilot                                 | Il gioco della vita              | 20 settembre 2016 | 21 novembre 2016 |
| 2  | The Big Three                         | I grandi tre                     | 27 settembre 2016 | 28 novembre 2016 |
| 3  | Kyle                                  | Kyle                             | 11 ottobre 2016   | 5 dicembre 2016  |
| 4  | The Pool                              | La piscina                       | 18 ottobre 2016   | 12 dicembre 2016 |
| 5  | The Game Plan                         | Super Bowl                       | 25 ottobre 2016   | 19 dicembre 2016 |
| 6  | Career Days                           | La giornata della carriera       | 1º novembre 2016  | 26 dicembre 2016 |
| 7  | The Best Washing Machine in the World | La lavatrice più bella del mondo | 15 novembre 2016  | 2 gennaio 2017   |
| 8  | Pilgrim Rick                          | Tradizioni di famiglia           | 22 novembre 2016  | 9 gennaio 2017   |
| 9  | The Trip                              | La gita                          | 29 novembre 2016  | 16 gennaio 2017  |
| 10 | Last Christmas                        | La vigilia di Natale             | 6 dicembre 2016   | 23 gennaio 2017  |
| 11 | The Right Thing to Do                 | La cosa giusta da fare           | 10 gennaio 2017   | 27 febbraio 2017 |
| 12 | The Big Day                           | Il grande giorno                 | 17 gennaio 2017   | 6 marzo 2017     |
| 13 | Three Sentences                       | Tre frasi                        | 24 gennaio 2017   | 13 marzo 2017    |
| 14 | I Call Marriage                       | Promesse di matrimonio           | 7 febbraio 2017   | 20 marzo 2017    |
| 15 | Jack Pearson's Son                    | Il figlio di Jack                | 14 febbraio 2017  | 27 marzo 2017    |
| 16 | Memphis                               | Memphis                          | 21 febbraio 2017  | 3 aprile 2017    |
| 17 | What Now?                             | E adesso?                        | 7 marzo 2017      | 10 aprile 2017   |
| 18 | Moonshadow                            | Moonshadow                       | 14 marzo 2017     | 17 aprile 2017   |

## Il gioco della vita
- Titolo originale: Pilot
- Diretto da: Glenn Ficarra e John Requa
- Scritto da: Dan Fogelman

### Trama
La storia segue quattro diversi personaggi apparentemente senza legami tra loro. Jack sta celebrando il suo trentaseiesimo compleanno quando sua moglie Rebecca, che aspetta tre gemelli, entra in travaglio. Kate, una ragazza single e obesa, decide di iniziare a perdere peso il giorno del suo trentaseiesimo compleanno; partecipando a una terapia di gruppo incontra Toby, con cui fa amicizia. 
Kevin è una famosa star di una sitcom televisiva; il giorno del suo trentaseiesimo compleanno ha una crisi di nervi di fronte al pubblico sul set e decide di lasciare il suo lavoro. Nel giorno del suo trentaseiesimo compleanno Randall, un uomo d'affari di successo, decide di andare a incontrare il padre biologico che lo ha abbandonato davanti a una stazione dei vigili del fuoco da piccolo. In ospedale, Rebecca perde uno dei tre gemelli durante la nascita. Nel finale viene rivelato che la storia di Jack e Rebecca è ambientata nel 1980 e che Kate e Kevin sono i due gemelli sopravvissuti, mentre Randall, portato in ospedale da un vigile del fuoco, è il loro fratello adottivo.
- Ascolti USA: telespettatori 10 070 000[4]

## I grandi tre
- Titolo originale: The Big Three
- Diretto da: Ken Olin
- Scritto da: Dan Fogelman

### Trama
Nei flashback, Rebecca e Jack hanno problemi coniugali. Nel presente, la moglie di Randall, Beth, ha dei sospetti circa il padre biologico del marito. Toby e Kate si avvicinano. Durante una festa, Kevin scopre di essere obbligato da contratto a rimanere nella sitcom per altri due anni. Toby e Kate ballano insieme durante la festa, nonostante le risate dei presenti. Kevin chiama Randall per chiedergli un consiglio, dimostrando che la loro relazione è migliorata da quando erano bambini. Kevin decide di lasciare comunque lo show e trasferirsi a New York per diventare un attore di teatro. Rebecca si è risposata con il migliore amico di Jack, Miguel.
- Ascolti USA: telespettatori 8 750 000[5]

## Kyle
- Titolo originale: Kyle
- Diretto da: Glenn Ficarra e John Requa
- Scritto da: Dan Fogelman

### Trama
Nei flashback, Jack e Rebecca decidono di chiamare il bambino adottato Kyle. Il suo padre biologico, William, soprannominato "Shakespeare", incontra la sua madre biologica in un autobus dove diventano amici poiché hanno una comune passione per la poesia. Successivamente, i due diventeranno tossicodipendenti. William lascia il suo bambino appena nato di fronte alla stazione dei Vigili del fuoco. Rebecca non riesce a creare un legame con "Kyle" e anche Jack ammette di non farcela. Rebecca impedisce a William di vedere suo figlio, ma decide di cambiare il nome al bambino in Randall, come il poeta preferito dell'uomo, ovvero Dudley Randall. Nel presente, le figlie di Randall non sanno chi è veramente William. Dopo che Rebecca lo rimprovera, William lascia la casa del figlio che, una volta ritrovatolo, lo rimprovera a sua volta. Kevin è sempre più convinto di volersi trasferire a New York e vuole che Kate lo segua, incoraggiandola a perseguire il suo sogno di diventare una cantante. Toby organizza una sorpresa per Kate, ma crede che la donna dia sempre la precedenza al fratello. Il cancro di William è incurabile. Kevin licenzia Kate per amore della sorella. Toby e Kate vanno a letto insieme.
- Ascolti USA: telespettatori 9 870 000[6]

## La piscina
- Titolo originale: The Pool
- Diretto da: Glenn Ficarra e John Requa
- Scritto da: Dan Fogelman e Donald Todd

### Trama
Nei flashback, i Pearson vanno in piscina ma incontrano diversi ostacoli: Kevin sta quasi per affogare mentre i suoi genitori rivolgono le loro attenzioni solo a Randall e Kate; Kate viene ostracizzata dalle sue amiche perché in sovrappeso; mentre Randall fa amicizia con altri bambini neri, Rebecca non prende bene i consigli di una delle loro madri su come tagliare i capelli a suo figlio. Nel presente, determinato a ottenere una parte a Broadway per lasciarsi alle spalle la sitcom, Kevin scopre che anche le sue nipoti non riescono a dimenticare The Manny. William viene accusato di vagabondaggio dai vicini di Randall ed è infastidito quando suo figlio non lo difende. Toby incontra la sua ex-moglie mentre ha un appuntamento con Kate. L'audizione di Kevin sembra un fiasco, ma Olivia, un'attrice pluripremiata, gli rivela che ha ottenuto la parte grazie alla sua fama legata a The Manny. In un flashback, viene rivelato che Kevin è sempre stato insicuro, cosa che lo avrebbe poi spinto a diventare un attore. Kate viene assunta dall'ex-moglie di Toby, Josie, che secondo Toby non è una brava persona; la loro rottura è stata infatti la causa del suo aumento di peso e ha spinto l'uomo a pensare al suicidio. Kevin si trasferisce temporaneamente da Randall.
- Ascolti USA: telespettatori 9 710 000[7]

## Super Bowl
- Titolo originale: The Game Plan
- Diretto da: George Tillman Jr.
- Scritto da: Joe Lawson

### Trama
In questo episodio viene mostrato come, da novelli sposi, Jack e Rebecca discutessero aspramente sulla possibilità di avere o meno dei figli. In particolare, durante il Super Bowl, Jack prova a convincere Rebecca che avere dei figli sarebbe il perfetto coronamento del loro amore, ma la donna è decisa: lei non ha come scopo la maternità, e non vuole che la loro vita cambi perché va già bene così. I due discutono in un locale durante la partita, e Jack dà un pugno a un uomo che aveva dato della maleducata a Rebecca perché, per colpa della loro lite, non riusciva a sentire la partita: per questo Rebecca lascia il locale, ma alla fine della partita lei e Jack si ritrovano e si chiariscono.
Nel presente, invece, Kevin è molto nervoso per le prime prove dello spettacolo, e si fa aiutare da Tess, Annie e William, cedendo per una notte la sua suite in hotel a Randall e Beth. Quest'ultima dice al marito di avere un ritardo di undici giorni, e insieme i due si recano in farmacia per comprare un test di gravidanza.
Kate, inizialmente decisa a passare il giorno del Super Bowl da sola come ha sempre fatto, viene convinta da Toby a vederlo da lui, ma quando arriva in casa sua trova un amico di vecchia data a guardare la partita con loro. Con una scusa se ne va e, quando Toby la raggiunge per chiarirsi, lei gli spiega perché il Super Bowl sia una tradizione così importante per la sua famiglia.
- Ascolti USA: telespettatori 8 680 000[8]

## La giornata della carriera
- Titolo originale: Career Days
- Diretto da: Craig Zisk
- Scritto da: Bekah Brunstetter

### Trama
Poiché nessuno sembra comprendere quale sia il suo lavoro, Randall cerca di spiegarlo, senza successo, durante la "Giornata delle professioni" organizzata dalla scuola delle sue figlie. I flashback rivelano che Randall è sempre stato un bambino molto intelligente e che, per questo, ha potuto frequentare le scuole private. Kate inizia un nuovo lavoro come assistente personale di Marin e deve vedersela con la figlia adolescente della donna, Jemma, convinta che la madre l'abbia assunta solo perché possa aiutarla ad affrontare i problemi con il suo peso. Kate rivela di non parlare più con sua madre, Rebecca. Olivia aiuta Kevin a superare il suo lutto con dei metodi poco ortodossi. Randall decide di prendere lezioni di piano, ma non da William.
- Ascolti USA: telespettatori 8 480 000[9]

## La lavatrice più bella del mondo
- Titolo originale: The Best Washing Machine in the World
- Diretto da: Silas Howard
- Scritto da: K.J. Steinberg

### Trama
Nei flashback, Kevin e Randall adolescenti litigano più che mai. Kevin decide di lasciare la sua camera e trasferirsi nello scantinato per allontanarsi dal fratello. La tensione tra i due aumenta durante una partita di football, quando i due fratelli, che fanno parte di due squadre diverse, fanno a botte. Nel presente, Kevin e Randall sono costretti a cenare insieme quando Rebecca e Miguel non possono raggiungerli. Kevin sembra aver prenotato di proposito un tavolo dove anche altra gente può sedersi per non rimanere da solo con il fratello, ma decide comunque di andarsene quando scopre che Randall non ha mai visto The Manny. Randall e Kevin litigano per strada e Kevin dice a un passante che sono fratelli. Kate cerca di perdere peso, ma con scarsi risultati: nel frattempo Toby ha raggiunto i suoi obiettivi senza molta fatica e decide di interrompere la sua dieta. Beth e William mangiano dei brownies alla marijuana e l'uomo le rivela senza volerlo di aver conosciuto Rebecca quando Randall era un neonato. Ironicamente, Beth sposta tutta la roba di Kevin nello scantinato.
- Ascolti USA: telespettatori 9 500 000[10]

## Tradizioni di famiglia
- Titolo originale: Pilgrim Rick
- Diretto da: Sarah Pia Anderson
- Scritto da: Isaac Aptaker e Elizabeth Berger

### Trama
Nel passato, i Pearson sono diretti a casa dei genitori di Rebecca per festeggiare il Giorno del Ringraziamento, ma hanno un incidente e sono costretti a saltare la cena e a passare la notte in un motel. La Kate del presente chiede a Toby una pausa di riflessione prima del Ringraziamento, dicendogli che deve riprendere il controllo del suo peso e della sua vita. Kevin invita Olivia alla cena per il Ringraziamento a casa di Randall. Beth dà a Rebecca un ultimatum, poiché la donna ha già avuto 36 anni per dire la verità a Randall, ma l'uomo scopre tutto prima che la madre possa confessarglielo. William consiglia a Olivia di essere più buona con Kevin finché ne ha ancora la possibilità. Kevin permette a Miguel di partecipare alla tradizione della famiglia Pearson per il Ringraziamento. Uno sconvolto Randall si confronta con sua madre a cena. Mentre sta per andarsene, Kate piomba in casa e rivela alla sua famiglia di volersi sottoporre a un intervento per ridurre il suo peso.
- Ascolti USA: telespettatori 9 000 000[11]

## La gita
- Titolo originale: The Trip
- Diretto da: Uta Briesewitz
- Scritto da: Vera Herbert

### Trama
Randall è devastato dopo aver scoperto le bugie e il tradimento di sua madre. Insieme a Kate e Kevin decide di andare nella baita di montagna della sua famiglia. Anche Olivia si unisce a loro con due ospiti indesiderati: Asher, il suo ex-ragazzo, e Sloane, la sua sceneggiatrice. Olivia fa un commento cattivo su di Kate, facendo litigare i due gemelli. Nei flashback, il Randall bambino pensa di poter trovare i suoi veri genitori sfruttando la sua capacità di arrotolare la lingua. Rebecca non dice a Jack di aver conosciuto il padre di Randall. Il Randall adulto ingerisce inavvertitamente degli allucinogeni e ha delle visioni di suo padre. Sebbene sia sconvolto per le bugie di Rebecca, il finto Jack dice a Randall di comprendere le ragioni della madre. Kate vuole rimanere amica di Toby, ma l'uomo no. A Kevin non piace come Olivia e Asher si stanno comportando e li caccia via, ponendo fine alla sua relazione con la ragazza. Alla fine va a letto con Sloane. Randall dice a sua madre che non le parlerà più fino a Natale.
- Ascolti USA: telespettatori 10 530 000[12]

## La vigilia di Natale
- Titolo originale: Last Christmas
- Diretto da: Helen Hunt
- Scritto da: Donald Todd

### Trama
Quando la Kate bambina deve operarsi di appendicite la Vigilia di Natale, i Pearson la accompagnano all'ospedale. Lì incontrano il Dott. K e capiscono che l'uomo ha bisogno di compagnia dopo essere stato vittima di un brutto incidente stradale. Nel presente, dopo che Olivia ha deciso di abbandonare lo spettacolo, Kevin convince Sloane a prendere il suo posto. L'uomo celebra inoltre l'Hannukkah con la famiglia di Sloane e lei partecipa alla cena della Vigilia a casa di Randall. Kate va da un dottore con sua madre per ricevere informazioni sull'operazione a cui vuole sottoporsi. Randall convince un suo collega a non suicidarsi. Viene rivelato che William è bisessuale. Toby arriva a casa di Randall per fare una sorpresa a Kate e i due tornano insieme, ma poi l'uomo ha un malore e viene portato in ospedale.
- Ascolti USA: telespettatori 10 950 000[13]

## La cosa giusta da fare
- Titolo originale: The Right Thing to Do
- Diretto da: Timothy Busfield
- Scritto da: Aurin Squire

### Trama
La causa del malore di Toby è stata un'aritmia cardiaca e non un infarto. Nei flashback, Jack e Rebecca cercano una casa per la loro nuova famiglia, ma non sanno ancora di aspettare tre gemelli. Randall pensa che il tempo che William sta passando con Jesse stia togliendo dei ricordi preziosi alla sua famiglia, ma viene rassicurato dal padre che la sua assenza aiuterà tutti a provare meno dolore una volta che lui sarà morto. William decide di interrompere la chemioterapia. La relazione tra Kevin e Sloane va a gonfie vele, finché Olivia non ritorna. Nei flashback, Jack chiede a suo padre dei soldi e compra una casa. Kate e Toby parlano di matrimonio.
- Ascolti USA: telespettatori 10 480 000[14]

## Il grande giorno
- Titolo originale: The Big Day
- Diretto da: Ken Olin
- Scritto da: Dan Fogelman e Laura Kenar

### Trama
L'episodio riprende le ore precedenti la nascita dei tre gemelli. Rebecca ha un crollo nervoso e si dimentica del compleanno del marito. Miguel incoraggia Jack a festeggiare l'ultimo compleanno prima di diventare padre e lo invita a giocare a golf. Il Dott. K sembra non accettare la morte di sua moglie, avvenuta più di un anno prima, rifiutandosi di disfarsi delle sue cose e di cenare con un'altra vedova. Il vigile del fuoco Joe ha problemi con sua moglie e chiede a un prete di ricevere un miracolo. William lascia Randall davanti alla caserma dei pompieri. Joe decide di portare il neonato da sua moglie che rifiuta di occuparsene anche se i due non possono avere figli. Joe porta il bambino all'ospedale e Jack decide di adottarlo dopo aver scoperto della morte di uno dei gemelli. Il giorno dopo, il dott. K decide di buttare tutti i ricordi di sua moglie e di cenare a casa della sua amica.
- Ascolti USA: telespettatori 9 590 000[15]

## Tre frasi
- Titolo originale: Three Sentences
- Diretto da: Chris Koch
- Scritto da: Joe Lawson e Bekah Brunstetter

### Trama
Quando il decimo compleanno dei gemelli si avvicina, Kevin e Kate chiedono ai loro genitori di avere delle feste separate. Alla festa di Randall partecipano solo pochi bambini, mentre quelle di Kevin e Kate sono molto affollate. Quando arriva la migliore amica di Kate, Sophie, lei e tutte le altre bambine si uniscono alla festa di Kevin lasciando Kate da sola. Jack cerca di consolare la figlia. Nel presente, Randall cerca di lavorare a un importante progetto ma viene interrotto da William che, dopo aver interrotto la chemioterapia, sembra aver ritrovato nuove energie. Il dottore di Kate le consiglia di andare a un campeggio per obesi invece che sottoporsi all'intervento. Dopo che Kevin ha lasciato Sloane e che Toby ha accompagnato Kate al campeggio, i due vanno insieme in un bar. Seguendo il consiglio di Toby di riconquistare la donna che ha sempre amato, Kevin cerca di riconciliarsi con Sophie, la migliore amica di Kate da bambina e la sua prima fidanzata ed ex-moglie. Un uomo che lavora al campeggio cerca di parlare con Kate, ormai fidanzata ufficialmente con Toby, per sedurla.
- Ascolti USA: telespettatori 9 630 000[16]

## Promesse di matrimonio
- Titolo originale: I Call Marriage
- Diretto da: George Tillman Jr.
- Scritto da: Kay Oyegun

### Trama
I flashback mostrano il divorzio di Miguel e Shelly. Spaventato che anche il suo matrimonio possa prendere una brutta piega, Jack cerca di ravvivare il rapporto con Rebecca. Nel presente, Kevin cerca di riconciliarsi con la sua ex-moglie Sophie. Toby fa una visita a sorpresa a Kate che non la prende bene. Randall è sempre più stressato a causa del suo lavoro e, rimproverato dalla moglie, decide di saltare un'importante riunione di lavoro per assistere al torneo di scacchi di sua figlia.
- Ascolti USA: 9.570.000[17]

## Il figlio di Jack
- Titolo originale: Jack Pearson's Son
- Diretto da: Ken Olin
- Scritto da: Isaac Aptaker e Elizabeth Berger

### Trama
Kate viene cacciata dal campeggio e chiede scusa a Toby. I due iniziano a farsi domande a vicenda sulle loro vite per rafforzare la loro relazione, ma Kate non riesce a raccontare a Toby come è morto suo padre. Nel passato, Rebecca vuole andare in tour con la sua band ma, dopo aver scoperto che la moglie un tempo aveva frequentato uno dei membri del gruppo, Jack le dice che non vuole che vada. I due litigano e Jack beve per la prima volta dopo diversi anni. Nel presente, Kevin sta per debuttare quando Randall lo chiama e appare sconvolto. Kevin si ricorda di quando Randall ha avuto una crisi nervosa da adolescente e decide di lasciare il teatro per aiutarlo.
- Ascolti USA: telespettatori 9 030 000[18]

## Memphis
- Titolo originale: Memphis
- Diretto da: John Requa e Glenn Ficarra
- Scritto da: Dan Fogelman

### Trama
Randall accompagna William a Memphis, la sua città natale. Nei flashback viene mostrata la sua relazione con la madre che, da giovane, lo ha lasciato da solo per occuparsi di alcuni suoi parenti a Pittsburgh. All'epoca William faceva parte di una band che si esibiva nel club di suo cugino. Dopo aver scoperto che sua madre si è ammalata, William decide di trasferirsi a Pittsburgh, dove la donna muore. Nel presente, William fa ritorno nella sua vecchia casa e poi porta Randall nel club del cugino. Sebbene questo sia ancora arrabbiato con lui per non essere più tornato, lo perdona e lo lascia suonare. La mattina dopo, William è quasi incosciente e viene trasportato all'ospedale dove i dottori dicono a Randall che gli rimangono poche ore da vivere. Randall chiama William "papà" per la seconda e ultima volta e utilizza la tecnica tranquillizzante di Jack per aiutare il padre ad affrontare la sua paura della morte. William muore con Randall al suo fianco.
- Ascolti USA: telespettatori 9 350 000[19]

## E adesso?
- Titolo originale: What Now?
- Diretto da: Wendey Stanzler
- Scritto da: K.J. Steinberg e Vera Herbert

### Trama
Nei flashback, Rebecca parte per il tour. Kate incoraggia Jack a partecipare al primo show della madre: dopo aver rifiutato le avances della sua collega durante un aperitivo, Jack guida per raggiungere la moglie nonostante abbia bevuto. Nel presente, Tess e Annie organizzano il funerale del nonno, come egli stesso aveva chiesto, mentre Beth si sente tagliata fuori. Randall le chiede quindi di fare un brindisi per William e la donna riceve una dolce cartolina da parte del suocero. Rebecca ammette di aver tenuto in segreto la sua corrispondenza con William perché aveva paura di perdere Randall: questi riconosce che lui e il padre hanno avuto tutto il tempo di cui avevano bisogno e perdona sua madre. Lo spettacolo di Kevin debutta e tutta la famiglia lo apprezza, nonostante un importante critico non abbia partecipato. Randall si licenzia poiché pensa che la sua azienda non lo apprezzi quanto merita e ammette di non avere un piano per il futuro. Kevin e Sophie vanno a letto insieme e, dopo aver visto il suo spettacolo, Ron Howard offre a Kevin una parte nel suo nuovo film. Kate non riesce a raccontare a Toby come è morto suo padre, poiché sostiene che Jack sia morto per colpa sua.
- Ascolti USA: telespettatori 11 150 000[20]

## Moonshadow
- Titolo originale: Moonshadow
- Diretto da: Ken Olin
- Scritto da: Dan Fogelman, Isaac Aptaker e Elizabeth Berger

### Trama
1972. Jack vuole assolutamente andare via di casa ma non ha abbastanza soldi per farlo: ogni tanto ripara le automobili di qualche conoscente e, durante una di queste riparazioni, la signora Peabody gli propone un appuntamento al buio con la nipote di una sua amica. Rebecca registra un demo con la sua musica, ma nessuna casa discografica sembra interessata. Jack decide di andare in una bisca clandestina di poker con Darryl: la partita si mette bene e lui vorrebbe andarsene con i soldi vinti, ma all'uscita i due vengono aggrediti ed i membri della bisca si riprendono tutti i soldi. Rebecca decide di telefonare alla sua amica e di accettare quella proposta per un appuntamento al buio che le aveva fatto un po' di tempo prima e che lei aveva rifiutato. Jack, disperato, decide di rapinare un locale: organizza un piano con Darryl ed entra nel bar, aspettando il momento per rubare l'incasso. Rebecca si reca al suo appuntamento al buio con un ragazzo di nome Ethan, ma decide di andare via poco dopo per potersi esibire in una serata musicale. Non appena decide di mettere in azione il suo piano, Jack vede Rebecca per la prima volta (che doveva esibirsi proprio in quel locale) e ne rimane folgorato. Poco dopo avrebbe dovuto recarsi all'appuntamento al buio organizzato dalla signora Peabody, ma Jack decide di mandare all'aria sia la rapina che l'appuntamento al buio.

1997. Jack decide di andare all'esibizione della band di Rebecca. Prima di iniziare la serata, Rebecca si lascia prendere dall'ansia e Ben, dopo aver cercato di calmarla, la bacia e la cosa la manda su tutte le furie. Jack arriva al locale e va nei camerini a cercarla ma si imbatte in Ben che, per sbaglio, gli lascia intendere che tra lui e Rebecca sia successo qualcosa. Jack lo prende a pugni e Rebecca, dopo aver assistito alla scena, decide di lasciare la band ed andare via insieme a suo marito. Tornati a casa hanno un brutto litigio e la mattina successiva Rebecca gli dice di andare a stare da Miguel per un po'.

Presente. Kate decide di voler diventare una cantante, Randall vuole adottare un bambino e Kevin viene supportato da Sophie nel suo desiderio di ottenere la parte nel film di Ron Howard.
- Ascolti USA: telespettatori 12 840 000[21]